# Maria Teck
Maria Teck, właśc. Victoria Mary Augusta Louise Olga Pauline Claudine Agnes (ur. 26 maja 1867 w Londynie, zm. 24 marca 1953 tamże) – członkini brytyjskiej rodziny królewskiej. Żona Jerzego V z dynastii Sachsen-Coburg-Gotha (późniejsi Windsorowie) od 6 lipca 1893 do 20 stycznia 1936. Królowa Wielkiej Brytanii i cesarzowa Indii w latach 1910–1936, królowa-wdowa od 1936 do śmierci.
Była spokrewniona z królewskim domem panującym – jej matka była wnuczką króla Wielkiej Brytanii Jerzego III. Poprzez ojca była także spokrewniona z Habsburgami.

## Życiorys
Urodziła się 26 maja 1867 w pałacu Kensington w Londynie jako córka księcia Franciszka von Teck (syna księcia Aleksandra Wirtemberskiego ze związku morganatycznego) i Marii Adelajdy, księżniczki Cambridge. Miała trzech młodszych braci: Adolfa, Franciszka i Aleksandra. 27 lipca 1867 w Królewskiej kaplicy w Kensington została ochrzczona podczas ceremonii, którą poprowadził Karol Longley, arcybiskup Canterbury. Jej rodzicami chrzestnymi byli: królowa Wiktoria (której Maria zawdzięczała pierwsze imię), Edward, książę Walii (syn królowej Wiktorii) oraz księżna Cambridge.

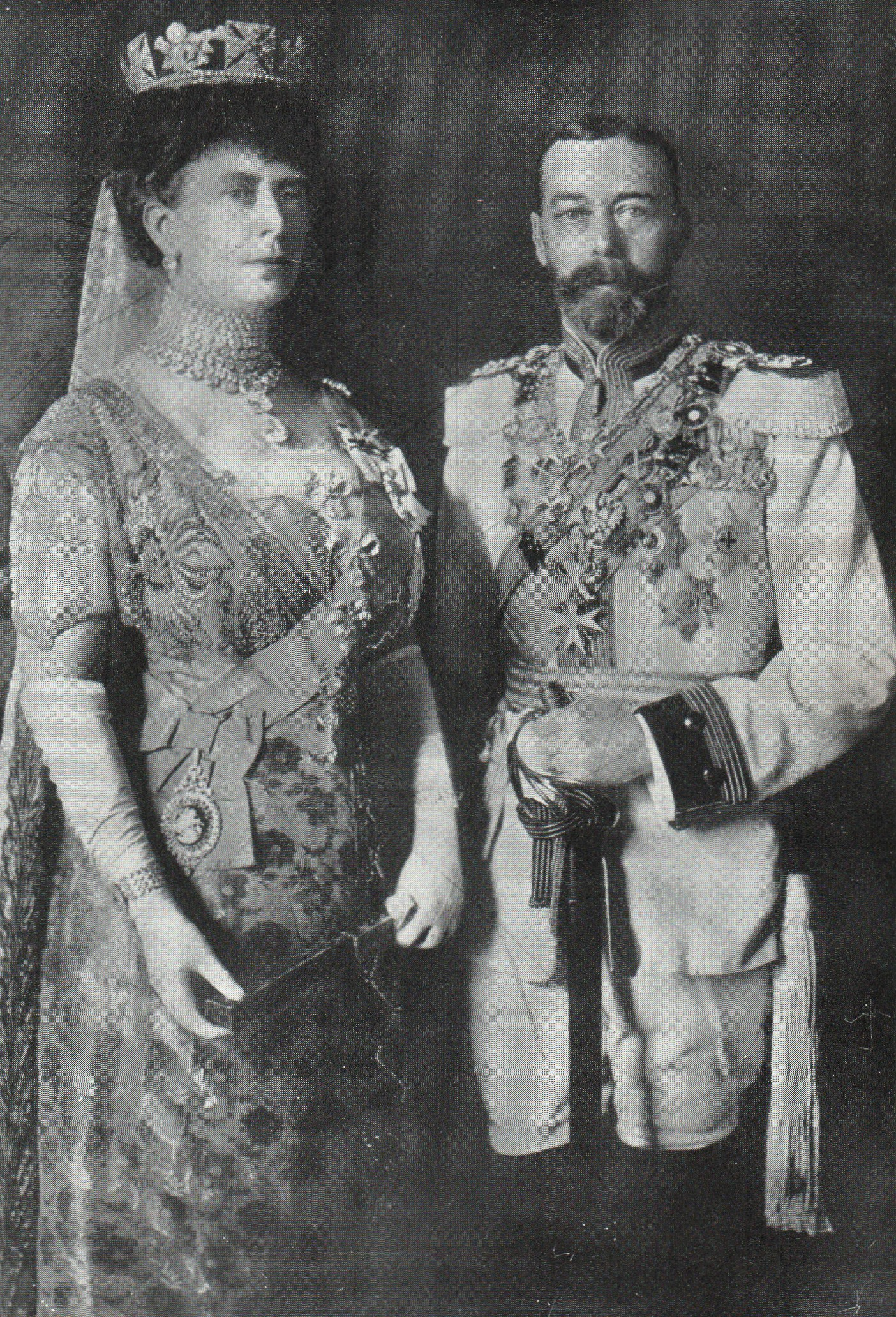
Królowa Maria z mężem, królem Jerzym V, 1913

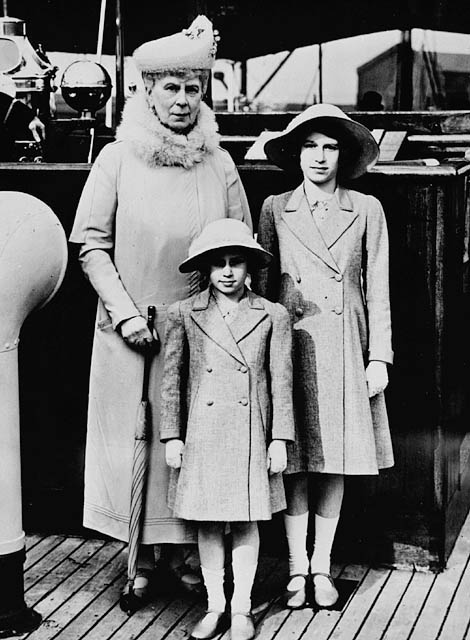
Królowa Maria z wnuczkami – Elżbietą i Małgorzatą, 1939

3 grudnia 1891 została narzeczoną swojego dalekiego kuzyna Alberta, księcia Clarence i Avondale, a zarazem najstarszego syna Edwarda, księcia Walii. Swatką była królowa Wiktoria, której zależało, aby temperament Alberta tonował silny charakter i poglądy konserwatywne Marii. Do zawarcia małżeństwa nie doszło, ponieważ książę zmarł 14 stycznia 1892. W następnym roku przyjęła zaręczyny Jerzego Fryderyka Ernesta Alberta (młodszego brata księcia Alberta), za którego wyszła 6 lipca 1893 w Londynie. W latach 1893–1901 była księżną Yorku, a także księżną Kornwalii (w 1901). W latach 1901–1910 była księżną Walii (jako żona następcy tronu). 6 maja 1910, po objęciu tronu przez jej męża, została królową Zjednoczonego Królestwa, a po śmierci męża w 1936 była tytułowana „królową wdową” (ang. queen dowager).
Była matką sześciorga dzieci, w tym dwóch królów: Edwarda VIII (abdykował w 1936 na rzecz swojego brata Alberta Jerzego, by móc poślubić kochankę, Wallis Simpson) i Jerzego VI (panował w latach 1936–1952). Synem królowej Marii był także Jan Windsor (ur. 1905, zm. 1919), którego odizolowano od społeczeństwa, gdy okazało się, że jest chory na epilepsję.
26 września 1934 nadała transatlantykowi swoje imię – Queen Mary, zostając w ten sposób pierwszą w historii przedsiębiorstwa żeglugowego Cunard Line patronką statku, która żyła w chwili wodowania jego kadłuba. Imię królowej nosił także krążownik liniowy HMS Queen Mary.
Kolekcjonowała porcelanę, sztućce, posążki, ceramikę oraz inne cenne wyroby przywiezione np. z podróży do Indii. Miała nawyk, aby wszystkie przedmioty podpisywać: czym są, skąd pochodzą i kiedy zostały wykonane. W trakcie I wojny światowej musiała sprzedać część kolekcji, ale po zakończeniu wojny odzyskała ją niemal w całości.